# Cindy Gallop

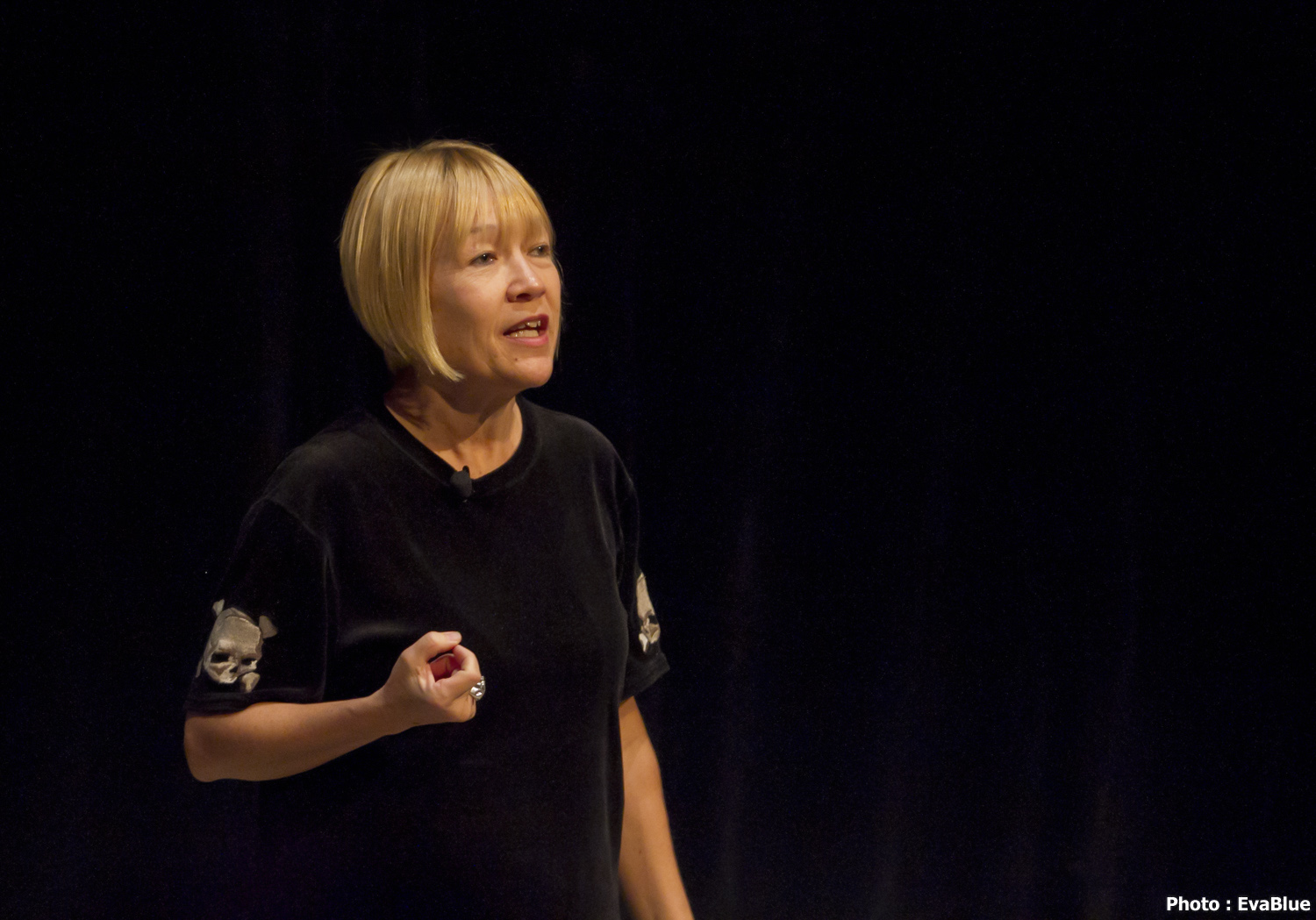
Cindy Gallop, März 2011

Cindy Gallop (* 1. Februar 1960 in Amersham, Buckinghamshire als Lucinda Lee Gallop) ist eine englische Werbeberaterin, Gründerin und ehemals Vorsitzende des US-amerikanischen Zweigs der Agentur Bartle Bogle Hegarty, sowie Gründerin von IfWeRanTheWorld und MakeLoveNotPorn. Nach dem TED Blog war ihre Rede bei TED zu “Make Love Not Porn” eine der meistbesprochenen Präsentationen (“most talked about presentations”) an der TED-Konferenz von 2009. Zurzeit lebt sie in New York City.

## Familie, Studium, Karriere
Cindy Gallop, geboren in Amersham, wuchs im Sultanat Brunei auf. Sie ist zur einen Hälfte englischer, zur anderen Hälfte chinesischer Abstammung.
Sie studierte Englische Literatur am Somerville College der Universität Oxford und schloss mit einem MA in Englischer Sprache und Literatur ebenda sowie einem MA in Theater der Europäischen Renaissance der Universität Warwick ab.
Gallop arbeitete für einige Jahre als Theateragentin und Vermarkterin in England, bevor sie ihre Karriere in der Werbebranche fortsetzte, nämlich von 1989 an im Londoner Büro der Britischen Werbeagentur Bartle Bogle Hegarty (BBH). Dort war sie verantwortlich für große Kunden wie Coca-Cola, Ray-Ban und Polaroid und half 1996 dabei, den asiatisch-pazifischen Zweig von BBH aufzubauen. Sie gründete 1998 die US-amerikanische Niederlassung von BBH und war dort Vorstandsvorsitzende. 2003 gewann Gallop den Advertising Woman of the Year-Preis der Advertising Women of New York. Sie gründete ihre eigene Marke und ein Beratungsunternehmen für Geschäftsinnovationen, Cindy Gallop LLC, im Jahr 2006. Sie ist berühmt-berüchtigt für ihren Ausspruch: „I like to blow shit up. I am the Michael Bay of business.“
Im Januar 2010 startete Gallop IfWeRanTheWorld, eine Web-Plattform, auf der guten Absichten zu guten Taten umgesetzt werden sollen. Sog. „Mikroaktionen“ sollen darauf einfach umgesetzt, gehandelt und/oder koordiniert werden, sei es für Einzelne, für Unternehmen oder für Marken. Ein Kunde von IfWeRanTheWorld ist Levi’s, die damit eine Kampagne entwickelten, um das brachliegende Produktionsgebiet von Braddock (Pennsylvania), wieder zu beleben.
Das Ziel von MakeLoveNotPorn dagegen ist es, realistischere Informationen zur menschlichen Sexualität zu verbreiten, als es über die übliche Hardcore-Pornographie im Internet geschieht. Sie veröffentlichte später ein TED-Buch dazu Make Love Not Porn: Technology’s Hardcore Impact on Human Behavior. Im August 2012 startete begleitend MakeLoveNotPorn.tv, eine Seite zum Sharen von Videos, die „#realworldsex sozial akzeptiert und sozial teilbar“ machen soll.
Derzeit arbeitet sie als öffentliche Rednerin auf den Gebieten Werbung, Markenaufbau und Unternehmensstrategie, wo sie u. a. auf den Konferenzen von TED, SXSW, der Association of National Advertisers, Web 2.0, ad:tech aufgetreten ist.

## Das schwarze Appartement
Gallops New Yorker Appartement, das einzig dem Motto „schwarz“ gewidmet ist, war Drehort für das Musik-Video zu Nasty Girl von The Notorious B.I.G. Ihr Appartement wurde abgebildet von den Magazinen Dwell, Apartment Therapy.com, The Atlantic, The Selby und New York, als einige Beispiele von vielen.